# Puig d'en Peric
El Puig d'en Peric és una muntanya de 119 metres que es troba al municipi de Flaçà, a la comarca del Gironès.